# Alectryon mahoe
Alectryon mahoe là một loài thực vật có hoa trong họ Bồ hòn. Loài này được H.St.John & Frederick mô tả khoa học đầu tiên năm 1949.